# Baisy-Thy
Baisy-Thy (in vallone Båjhî) è una frazione della città belga di Genappe situata nella Regione Vallonia, Provincia del Brabante Vallone.